# The Ethical Slut
The Ethical Slut: A Guide to Infinite Sexual Possibilities (De Ethische Slet: Een gids voor oneindige seksuele mogelijkheden) is een Amerikaans non-fictieboek van Dossie Easton en Janet Hardy (in de eerste editie van 1997 onder de pseudoniem Catherine A. Liszt).
De ondertitel werd bij elke nieuwe editie aangepast: de tweede editie (2009) van het boek heet 'The Ethical Slut: A Practical Guide to Polyamory, Open Relationships & Other Adventures' (De Ethische Slet: Een praktische gids voor polyamorie, open relaties & andere avonturen); de derde editie (2017) heet 'The Ethical Slut: A Practical Guide to Polyamory, Open Relationships, and Other Freedoms in Sex and Love' (De Ethische Slet: Een praktische gids voor polyamorie, open relaties, en andere vrijheden in seks en liefde).

## Inhoud
De auteurs definiëren de term slet als "Een persoon van enige gender, die de moed heeft om te leven naar het radicale idee dat seks leuk is en dat genot goed voor je is." De term is een geuzennaam, aangezien de term vaak wordt gebruikt als scheldwoord of om een promiscue persoon aan te duiden. In plaats daarvan wordt de term gebruikt om een persoon aan te duiden die positief staat in diens genot van seks en plezier in fysieke intimiteit, en hiermee omgaat op een ethische en open manier — in tegenstelling tot vreemdgaan.
The Ethical Slut beschrijft hoe je een leven kan leiden met meerdere gelijktijdige seksuele relaties op een open en eerlijke manier. Onderwerpen in het boek zijn onder meer hoe om te gaan met praktische problemen en kansen in het vinden en houden van partners, relaties met anderen onderhouden en strategieën voor persoonlijke groei.
Het boek bevat hoofdstukken over hoe met consensuele non-monogamie wordt omgegaan in verschillende subculturen zoals onder homo's en lesbiennes, informatie over omgaan met planning, jaloezie, communicatie, conflicten in relaties, en etiquette voor groepsseks.

## Vertalingen

### Nederlands
In 2021 verscheen bij uitgeverij Ten Have De integere slet. Handboek polyamorie.

### Andere talen
Het boek is vertaald en gepubliceerd in het Frans in april 2013 onder de titel La Salope éthique: Guide pratique pour des relations libres sereines op Tabou Éditions. Het werd ook vertaald in 2013 in het Spaans onder de naam Ética promiscua. In januari 2014 werd een Italiaanse vertaling gepubliceerd door Odoya onder de titel La zoccola etica. Guida al poliamore, alle relazioni aperte e altre avventure. In mei 2014 werd de Duitse vertaling gepubliceerd onder de titel Schlampen mit Moral. Eine praktische Anleitung für Polyamorie, offene Beziehungen und andere Abenteuer.